# Подоляки (група)
Подоляки («podolacy») — польське політичне угруповання консервативного напряму, що діяло в Галичині в 2-й половині 19 — на початку 20 ст. і виражало інтереси польських землевласників, володіння яких були розташовані між чисельно переважаючим українським населенням. Назва угруповання походила від частини регіону Поділля на Тернопільщині, що входила до складу Австрійської імперії (із 1867 — Австро-Угорщина) й де знаходилися найбільші маєтки польських землевласників. Про початки формування П. як політичної течії можна говорити із середини 19 ст., після приєднання 1846 до австрійської провінції Королівство Галіції і Лодомерії території «вільного міста» Краків, де сформувалася течія краківського консерватизму.

## Революція 1848—49 років
Поштовхом для кристалізації П. стали революція 1848—49 і самостійний виступ у ній галицьких українців, які створили Головну руську раду й висунули вимогу поділу Галичини за національною ознакою. Під тиском потреби розв'язання українського питання значна частина польських східногалицьких землевласників у середині 19 ст. прийняла формулу подвійної національної ідентичності «gente Rutheni, natione Poloni» («русини за походженням, поляки за національністю») і підтримала діяльність «Руського собору». Серед цих діячів були: О.Дідушицький, Ю.Дідушицький, Вол. Дідушицький, Ю.Яблоновський, Л.Яблоновський, А.Голеєвський, Л.Стецький, А.Шумлянський, С.Шумлянський. Основу ідеології групи становило поняття «спільної Вітчизни», під якою розуміли територіальний і культурний простір колишньої Речі Посполитої. Під час революції 1848—49 кілька польських східногалицьких аристократів навіть погоджувалися перейти на греко-католицький обряд, аби стати повноцінною «руською шляхтою», однак врешті переважна більшість польських політичних середовищ у Галичині прийняла тезу про тотожність політичного народу давньої Речі Посполитої з новочасним польським народом.

## Подоляки і станьчики
1861 політичні погляди П. відображала львівська газета «Głos», в якій наголошувалося на потребі розширення самоврядних прав Галичини, пріоритеті національних інтересів перед соціальними, в українському питанні поєднано традиційну для східногалицьких консерваторів тезу про «братерство» українців і поляків з опором будь-яким спробам українців вести самостійну політичну діяльність. 1862—1915 органом подоляків був львівський часопис «Gazeta Narodowa», що належав до найвпливовіших у Галичині. На зламі 1860—70-х рр. влада у провінції зосередилася в руках станьчиків, а П. кілька десятиліть відігравали роль другої за значенням політичної сили, яка впливала на станьчиків у напрямі більшої незалежності від Відня, обмеження їхніх ініціатив щодо суспільних реформ і польсько-українських угод тощо.

## Польський месіанізм
В останній чверті 19 ст. діяльність П. активізувалася після того, як лідером течії став Войцех Дідушицький, творець концепції польського месіанізму, згідно з якою слов'яни мали перебрати цивілізаційне лідерство від германського світу, а Польща — претендувати на першість серед слов'янства, протиставивши російському панславізму «ягеллонську ідею»  мирного співжиття різних народів на одній землі, серед яких українцям відводилася першочергова роль. Він застерігав поляків перед небезпекою відкритої міжнаціональної боротьби з українцями у Східній Галичині, вважаючи її приреченою на поразку, натомість закликав утверджувати свій вплив, створюючи спільні з українцями інституції, пропагував двомовність, зокрема в освіті. Прихильники Войцеха Дідушицького спершу називалися «атеньчики» (від назви його художнього твору «Ateny»), а згодом — «автономісти», оскільки вони виступали за розширення галицької автономії, в якій вбачали запоруку збереження соціальних і національних привілеїв польської шляхти. Їхньою організаційною формою був клуб автономістів у Галицькому крайовому сеймі, складова частина Консервативної унії.
Переломним моментом для східногалицького консерватизму стала т. зв. акція В.Козловського 1902—03. Її мета полягала в організації східногалицьких поляків, піднесенні їхньої національної свідомості, збереженні й розширенні позицій польського чинника в Східній Галичині. Більша частина соціальної бази П. прийняла ідеологію польської націонал-демократії, деякі діячі старшого покоління зблизилися із краківськими консерваторами. В українському питанні в ході дискусій навколо виборчої реформи Галицького крайового сейму був сформований політичний союз між націонал-демократами й П. (т. зв. антиблок), що протидіяв спробам галицького намісника М.Бобжинського провести реформу шляхом порозуміння з українськими політиками. Важливим організаційним осередком «антиблоку» була створена 1906 на базі Центрального передвиборчого комітету Національна рада («Rada Narodowa»), що претендувала на роль надпартійного центру польської політики в Австро-Угорщині.